# Лісс Дмитро Ілліч
Дмитро Ілліч Лісс (нар. 28 жовтня 1960, Балашов, Саратовська область) — російський диригент, головний диригент Уральського академічного філармонічного оркестру. Лауреат Державної премії РФ в області літератури та мистецтва за 2008 рік, Народний артист Російської Федерації (2011).

## Біографія
В 1979 р. закінчив Харківську музичну школу-десятирічку по класу кларнета, теорії та історії музики.
В 1984 р. з відзнакою закінчив Московську консерваторію по класу професора Дмитра Китаєнка за спеціальністю «Оперно-симфонічне диригування».
В 1983—1984 рр. працював в Академічному симфонічному оркестрі Московської філармонії асистентом у свого вчителя, Дмитра Китаєнка.
У 1984—1995 рр. — диригент (з 1991 р. — головний диригент) симфонічного оркестру Кузбасу.
В 1995 р. переміг на Першому Міжнародному конкурсі молодих диригентів ім. Ловро Матачіча в Загребі (Хорватія).
З 1995 р. — художній керівник та головний диригент Уральського академічного філармонічного оркестру.
В 1997—1998 рр. — головний російський диригент Російсько-Американського молодіжного симфонічного оркестру.
У 1998 р. був асистентом головного диригента (Валерія Гергієва) на Всесвітньому молодіжному музичному форумі та працював з молодіжними симфонічними оркестрами США, Китаю, Великої Британії, Канади, Ізраїлю, Єгипту, ПАР. У тому ж році був запрошений членом журі на Другий міжнародний конкурс молодих диригентів у Загребі.
З 1999 по 2003 рр. — диригент Російського Національного оркестру (РНО).

## Нагороди та звання
- Лауреат 1-ї премії Міжнародного конкурсу молодих диригентів ім. Ловро Матачіча (1995)
- Лауреат Премії Губернатора Свердловської області (2002)
- Заслужений діяч мистецтв Російської Федерації (2002)
- «Диригент року» в рейтингу газети «Музыкальное обозрение» (2003)
- Лауреат Державної премії РФ в області літератури та мистецтва за 2008 рік — «за видатний внесок у розвиток філармонічної діяльності» (2009, спільно з директором Свердловської філармонії А. Н. Колотурским)[2][4].
- «За заслуги перед Свердловською областю» III (2009), ΙΙ (2010) ступенів[5]
- Народний артист Російської Федерації (2011)[3]

## Творчі контакти
Співпрацює з філармонічними колективами Москви, Санкт-Петербурга, Новосибірська, Будапешта.
Географія гастролей: Німеччина, США, Канада, Норвегія, Голландія, Швеція, Англія, Швейцарія, Австрія, Франція, Італія, Іспанія, Японія, Тайвань, Угорщина, Польща, Хорватія, Словенія, Естонія, Філіппіни, Мальта.
Серед солістів, з якими виступав та продовжує співпрацювати Дмитро Лісс, М. Ростропович, Б. Березовський, Г. Кремер, В. Третьяков, М. Плетньов, В. Крайнєв, Н. Гутман, Д. Башкіров, Д. Мацуєв, Н. Петров, Ю. Башмет, А. Суванаі, Б. Бєлкін, В. Ланцман, П. Донохоу, В. Віардо та ін.
Дмитро Лісс брав участь у III щорічному міжнародному музичному фестивалі «Crescendo».

## Дискографія
- Rachmaninov: Concertos pour piano 1 & 4/Boris Berezovsky (piano) & Philarmonic Ural Orchestra (Mirare 2006)
- Rachmaninov: Concertos pour piano 2 & 3/Boris Berezovsky (piano) & Philarmonic Ural Orchestra (Mirare 2006)